# Онохой-Шибір
Онохой-Шибір (рос. Онохой-Шибирь) — улус Заіграєвського району, Бурятії Росії. Входить до складу Сільського поселення Селище Онохой.
Населення — 105 осіб (2015 рік).